# 가시고기 (소설)
《가시고기》는 조창인이 부성애에 대해 쓴 소설이다. 이혼한 아버지가 백혈병에 걸린 아들의 골수이식 수술비를 감당하려 고군분투하는 내용이다. 오직 아들을 위했으며 자신은 돌아보지 않은 아버지의 모습을 가시고기로 형상화했다.

## 등장인물
- 정호연: 주인공. 다움이의 아버지. 과거 출판사 편집장으로서 형편도 넉넉했으나 IMF 경제 위기로 도산한 후 생활이 어렵게 되었다. 병에 걸린 아들을 홀로 보살피고 있다. 그 뒤에 자신의 각막을 파는 장기 매매를 하여한 쪽 눈에 안대를 하고 다녀 눈을 잃게 된다. 눈 내리는 겨울이 되자, 간암으로 세상을 떠나게 되는데 대학교 후배인 진희한테 날 좀 일으켜달라고 유언을 남기고 기도하는 자세로  조용히 세상을 떠난다.
- 정다움: 주인공. 호연과 애리(영주)의 외아들. 초등학교 3학년이다.어린 시절에는 머리가 있었는데 초등학생 이후로는 대머리가 되었으며, 백혈병에 걸려 2년간 투병생활을 계속하고 있다. 성호와 친한친구. 엄마를 그리워하고 있다.
- 하애리(박영주): 다움이가 6살 때 이혼을 하여 멀리 떨어져서 산다. 호연의 전처이자 다움의 생모. 직업은 화가이며 프랑스에 산다. 때로는 호연이와 마주쳐 티격태격하고 병원에서 다움이를 보게 되어 활짝 웃는다.
- 성호: 다움이와 친한친구. 방사선 치료를 받다가 성격이 예민해지고 거칠어졌다. 성호가 갑자기 발작 증세를 일으켜서 중환자실로 옮겨졌으나, 결국 숨을 거두고 만다.
- 성호 엄마 : 성호가 병원에서 방사선 치료를 받아서 예민해진 거라고 이해해 달라며 다움이에게 말한다. 언젠가부터  성호가  발작증세를 보이더니, 중환자실로 간다. 다움이에게 레고 장난감을 선물로 주고, 중환자실에서 성호가 숨진 것을 보고 오열하고 만다.

## 드라마화 작품
- ja:グッドライフ〜ありがとう、パパ。さよなら〜
- 가시고기 (2000년 드라마)